# Anderson Santana dos Santos
Anderson Santana dos Santos (Belo Horizonte, 24 aprile 1986) è un ex calciatore brasiliano, di ruolo difensore.